# 9×23 mm Steyr
A 9 mm-es Steyr egy központi gyújtású pisztolylőszer, amelyet eredetileg a Steyr M1912 katonai pisztoly lőszereként fejlesztettek ki. 1912-ben rendszeresítették, ez volt az első világháború idején az osztrák–magyar hadsereg legtöbb fegyvernemének szolgálati lőszere, a háború után továbbra is rendszeresített szolgálati lőszer volt Ausztria, Románia és Chile haderőiben a világháborúk között. Néhány MP 34 géppisztolyt is kiadtak ebben a kaliberben a 9 mm-es Mauser mellett. Amikor az osztrák hadsereget 1938-ban az Anschluss után integráltak a Wehrmachtba, sok M1912-es pisztolyt és MP 34-es géppisztolyt 9×19 mm Parabellum lőszerre szereltek át a szabványosítás érdekében.

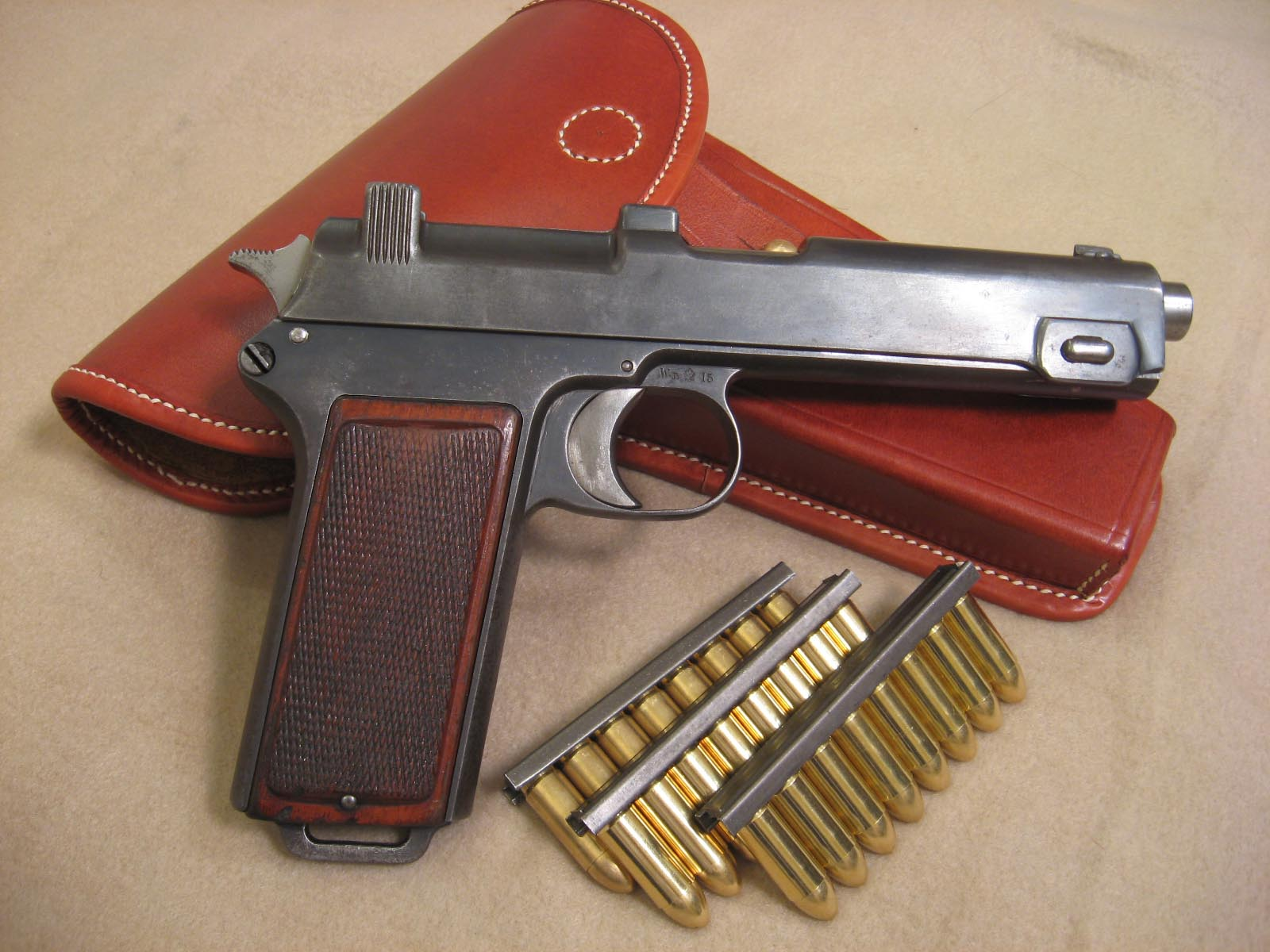
Steyr Hahn M1912 pisztoly és a hozzá való töltőléc 9×23 mm-es Steyr lőszerrel.

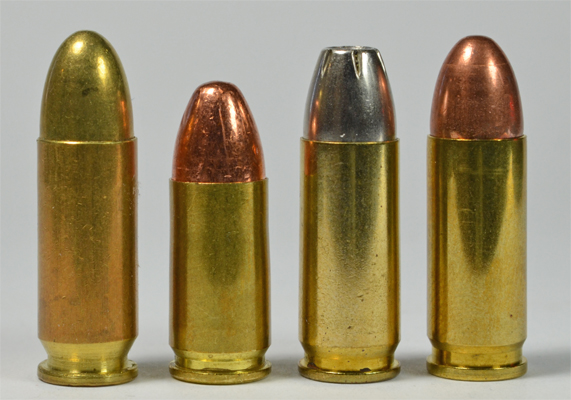
Balról jobbra: 9×23 mm Largo, 9×19 mm Parabellum, 9×23 mm Winchester, 9×23 mm Steyr

## Fordítás
Ez a szócikk részben vagy egészben  a(z)   9×23mm Steyr című angol Wikipédia-szócikk ezen változatának fordításán alapul.  Az eredeti cikk szerkesztőit annak laptörténete sorolja fel. Ez a jelzés csupán a megfogalmazás eredetét és a szerzői jogokat jelzi, nem szolgál a cikkben szereplő információk forrásmegjelöléseként.